# Philaenus pallidus
Philaenus pallidus är en insektsart som först beskrevs av Melichar 1903.  Philaenus pallidus ingår i släktet Philaenus och familjen spottstritar. Inga underarter finns listade i Catalogue of Life.